# Lucrecia Borgia
Lucrecia Borgia, en valenciano Lucrècia Borja, en latín Lucretia Borgia, en italiano Lucrezia Borgia y en español Lucrecia de Borja (Subiaco, 18 de abril de 1480-Ferrara, 24 de junio de 1519)  fue la hija de Rodrigo Borgia, el poderoso renacentista valenciano que más tarde se convirtió en el papa Alejandro VI, y de Vannozza Cattanei.
Fue hermana de César, Juan y Jofré. Por parte de su padre, tuvo también otros medios hermanos, entre ellos Pedro Luis de Borja. Más adelante, su familia representó como ninguna las políticas del maquiavelismo y la corrupción sexual comúnmente asociadas a los papados renacentistas. Se rumoreó que Lucrecia tuvo por amante a su propio hermano César, de quien supuestamente quedó embarazada [cita requerida].
Su figura histórica está teñida de prejuicios y tintes novelescos, mientras que los testimonios documentales fiables son insuficientes. No se conoce ningún retrato seguro de ella, aunque en una serie de pinturas, como el fresco de Pinturicchio o los retratos de Bartolommeo Veneto, se cree que la usaron de modelo. Estas efigies, frecuentemente bellas y de ambiguas expresiones, son una parte más del mito de Lucrecia.
Rubia y frágil, era célebre la delicadeza de sus manos y la prestancia de su porte. Sirvió de modelo a Il Pinturicchio para su Disputa de santa Catalina y Tiziano la retrató, en compañía de su marido Alfonso d’Este, en La adoración de los Magos.
Poco se conoce sobre ella para tener la certeza sobre la veracidad de las historias donde le atribuyen una participación activa en los supuestos crímenes de su padre y de su hermano.[cita requerida] Su padre o su hermano con seguridad le concertaron una serie de casamientos con hombres importantes o poderosos de la época, siempre con las ambiciones políticas de la familia en mente, como era común en la época. Lucrecia se desposó con Juan Sforza, señor de Pésaro; Alfonso de Aragón, príncipe de Salerno, y Alfonso d'Este, príncipe de Ferrara. Su segundo marido, Alfonso de Aragón, hijo ilegítimo de Alfonso II de Nápoles y de su amante Troggia Gazela, pudo ser asesinado por César Borgia cuando su valor político empezó a eclipsarse.

## Boda con Giovanni Sforza
Tras romper consecutivamente los compromisos matrimoniales con dos nobles españoles, primero con Don Querubino Juan de Centelles, señor de Val d'Ayora en el reino de Valencia y hermano del conde de Oliva, y luego con Don Gasparo conde de Aversa, hijo de Don Juan Francesco de Procida. En 1493, su padre Rodrigo, quien ya había sido elegido papa, casó a Lucrecia con Giovanni Sforza con el fin de obtener una poderosa alianza con esta familia milanesa. La boda fue todo un escándalo, pero no mucho más que otras extravagantes celebraciones del Renacimiento. Supuestamente, cuando Lucrecia vio por primera vez a Giovanni, se negó a la boda rotundamente, pues Giovanni le llevaba muchos años y cojeaba un poco. Una vez casada, ella fue remitiendo su rechazo y le cobró cierto afecto.
Sin embargo, al poco tiempo, la familia Borgia no tenía necesidad alguna de los Sforza, y la presencia de Giovanni Sforza en la corte papal era innecesaria. El papa necesitaba otras alianzas mucho más ventajosas, motivo por el que posiblemente ordenó su asesinato[cita requerida]. El hermano de Lucrecia, César, le informó de esto a su hermana y ella advirtió a su marido, quien huyó de Roma. El papa Alejandro pidió al tío de Giovanni, el cardenal Ascanio Sforza, que persuadiese a Giovanni para que se anulara el matrimonio. Giovanni se negó y además acusó a Lucrecia de incesto con su padre y con su hermano. Dado que el matrimonio no había sido consumado, el papa dijo que era un matrimonio no válido y ofreció a Giovanni la dote de Lucrecia si mostraba su acuerdo con la anulación. La familia Sforza amenazó a Giovanni con retirarle su protección si rehusaba la oferta de Alejandro.[cita requerida] Al no tener otra elección, Giovanni Sforza firmó ante testigos una confesión en la que admitía ser impotente, lo que equivalía a consentir la anulación de la boda.

## Primera maternidad
Después de que Rodrigo fuera elegido papa, se inició la fase de la vida de Lucrecia Borgia que más pábulo ha dado a su leyenda negra posterior. Los hechos conocidos son los siguientes:
Tras la separación de Giovanni Sforza, y mientras se preparaba la anulación, Lucrecia estuvo recluida en un monasterio y su única relación con el exterior era mediante mensajes que le enviaba su padre por medio de un tal Perotto, chambelán de Alejandro, de nombre Pedro Calderón.  A los 17 años de edad, habría dado a luz a un niño, Giovanni, al que los historiadores llamaron «el infante romano».
En 1501 el papa Alejandro VI emitió dos bulas. En la primera reconoció al niño como hijo de César, hermano de Lucrecia; y en la segunda, que se mantuvo secreta durante años, lo reconoció como hijo de él mismo.[cita requerida] Las bulas no mencionan a Lucrecia como madre, aunque al poco tiempo Perotto dijo que el hijo era de él nacido de una relación sexual que había mantenido con Lucrecia. En 1502 César, en apoyo de esta paternidad, nombró al niño duque de Camerino, una de las conquistas de César, de aquí que heredara este ducado el hijo mayor del duque de Romaña. Sin embargo, al poco de la muerte de Alejandro VI, Giovanni fue a vivir con Lucrecia a Ferrara, donde se le reconoció como hermanastro.
Hasta aquí los hechos, mientras que las interpretaciones son mucho más variadas. La creencia más difundida es que el niño, hijo de Lucrecia, era el fruto de su incestuosa relación con César, y que Perotto, dada la debilidad que sentía por ella, dijo que el niño era suyo.[cita requerida] Durante el embarazo, Lucrecia estuvo encerrada en un convento lejos de Roma, de modo que nada se pudo saber sobre su estado. Según esta teoría, Lucrecia estaba muy preocupada por la posibilidad que se supiera que estaba embarazada y que esta noticia llegara a Roma, ya que entonces todos sabrían que era hijo de su hermano César, quien en esa época era cardenal de la Santa Iglesia, y —si hubiera tenido una relación ilícita con su hermana mientras ella estaba casada con Giovanni— habría sido muy difícil ocultarlo, especialmente a su padre. Lo más probable, sin embargo, es que fuese hijo de su primer marido[cita requerida], Giovanni Sforza. Dado que la anulación del matrimonio se basaba en la impotencia de este y por tanto en la no consumación del mismo, no sería beneficioso para los Borgia que el niño fuese reconocido como fruto de este matrimonio.

## Segunda boda
En el primer encuentro que hubo entre Alfonso de Aragón y César Borgia, antes de la boda con aquel, César quedó muy bien impresionado por él y su aspecto, además la boda con él suponía una alianza muy beneficiosa para los Borgia.
Con el tiempo dicha alianza se volvió políticamente adversa, entre otros motivos por las intrigas maquiavélicas de los Borgia. César mandó matar a Alfonso, quien fue atacado una noche de julio de 1500 quedando herido. En venganza los hombres de Alfonso dispararon a César con sus arcos cuando caminaba por el jardín. César nuevamente jura venganza. Lucrecia al corriente de estos acontecimientos, no se separaba día y noche del lecho de Alfonso hasta que, engañada por su hermano, salió de la habitación, lo que sirvió a un hombre de confianza de César para asesinar a Alfonso.[cita requerida] El matrimonio tuvo un niño, Rodrigo, que murió en 1512 con 13 años de edad.
Por supuesto la leyenda negra va por otro lado, acusando igualmente a César del asesinato, pero por celos.[cita requerida] Con la boda, Lucrecia habría dejado de prestar atención a su hermano. Para colmo, César tuvo un rebrote de sífilis del que le quedaron muchas cicatrices en la cara una vez que se recuperó. Estas cicatrices lo acomplejaron mucho y comenzó a llevar máscaras y a vestir de negro. Supuestamente, este aspecto hizo que aún odiara más a Alfonso de Aragón,[cita requerida] quien era muy atractivo, de modo que en una visita que les hizo en Roma, los hombres de César Borgia lo atacaron y sucedieron los hechos mencionados. Este matrimonio fue sin duda el más feliz de Lucrecia.

## Tercera boda

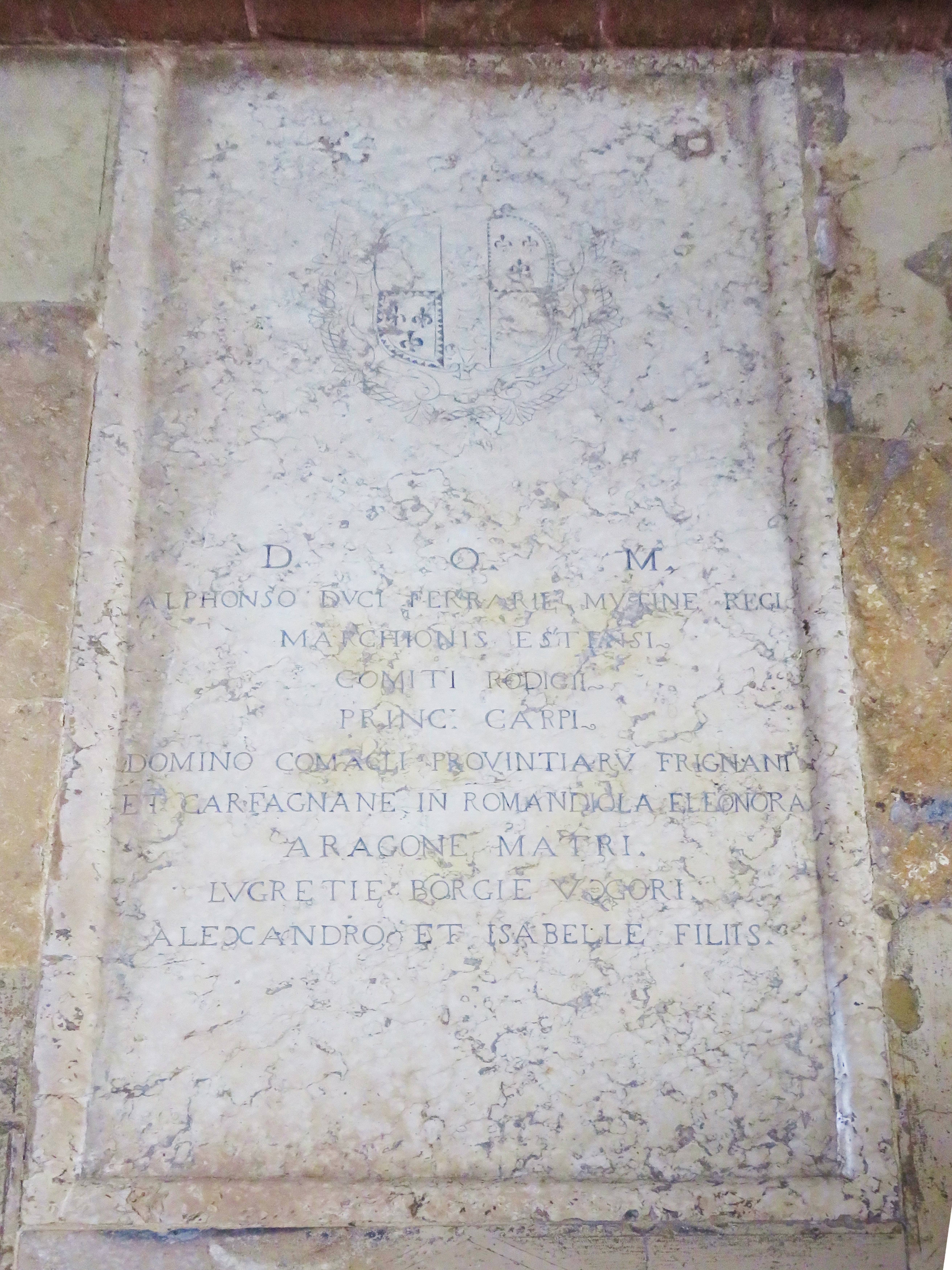
Tumba de Alfonso I d'Este y Lucrecia Borgia, Ferrara

Al año de la muerte de Alfonso, Lucrecia pasa a ser la administradora de la Iglesia y de la Santa Sede,[cita requerida] lo que fue muy criticado dada su juventud e inexperiencia. Además, para entonces, su fama no podía ser peor y cuando se piensa en casarla nuevamente con un vástago de la familia D'Este, duques de Ferrara, de nombre Alfonso igualmente, la familia muestra su más clara negativa. No obstante, los Borgia insisten y, con su dinero y poder, obtienen finalmente su consentimiento.
Lucrecia parte para Ferrara donde en 1505, tras la muerte de Ercole (Hércules) d’Este, padre de Alfonso, pasa a ser duquesa de Ferrara. Durante su estancia en la ciudad se descubre como amante de las artes,[cita requerida] tiene una relación platónica con el poeta Il Bembo y cuida a sus hijos abnegadamente.[cita requerida] Lucrecia intentó llevar a la Corte de Ferrara al hijo que tuvo con Alfonso de Aragón, Rodrigo de Aragón,  pero su marido se negó teniendo que vivir con Isabel de Aragón. Con ella moriría en 1512, muerte que entristece enormemente a Lucrecia que durante un tiempo se recluirá en un convento.
Las bodas marcaron la vida de Lucrecia en tres periodos bien diferenciados. El primero corresponde desde su nacimiento en 1480 hasta poco antes de la primera boda con Giovanni Sforza en 1492 y es el periodo de su infancia, del que poco se puede reseñar. El segundo periodo se corresponde desde la citada boda hasta la celebración de la tercera con Alfonso d'Este en 1501. En esta etapa, de aproximadamente 8 años, Lucrecia fue un instrumento en la política de su padre Alejandro VI al que obedeció siempre. Este periodo, de los 12 a los 21 años, de adolescencia y juventud es el más denso de acontecimientos y el más conflictivo de su vida, pero en el que, como persona y como mujer, tuvo muy poca autonomía y capacidad de decisión sobre su vida. Es el periodo del que procede su leyenda negra. Y el último periodo, desde 1501 hasta su prematura muerte, transcurrió en la corte de Ferrara en la que, fuera de las influencias y del control de su padre Alejandro VI, pudo desarrollar una vida muy diferente, implicada por una parte en la cultura y las artes, que apoyó como mecenas, y por otra en el gobierno de Ferrara cuando su marido Alfonso d'Este estaba lejos en campaña militar, demostrando un perfil humano muy diferente del que se ha popularizado. Se puede decir que en el segundo periodo Lucrecia fue víctima de las necesidades e intereses políticos de Alejandro VI y en el tercero, con mucha más autonomía, tuvo la oportunidad de mostrarse como ella misma.

## Muerte
El 14 de junio de 1519 dio a luz a su octavo hijo que falleció en el parto y Lucrecia murió de fiebre puerperal diez días después, el 24 de junio de 1519, a los 39 años en Ferrara y fue enterrada en el monasterio del Corpus Domini en la misma ciudad. Sus súbditos en Ferrara, con aprecio, la llamaban «la madre del pueblo».

## Utilización del valenciano
Como todos los Borgia conservó a lo largo de toda su vida el uso del valenciano con sus familiares.[cita requerida] Alfonso de Borja, el primer Borgia y futuro papa Calixto III, tío abuelo de Lucrecia, había nacido en la Torreta de Canals, cerca de Játiva, en 1378, y su padre Rodrigo en la misma Játiva, la noche de fin de año de 1431–1432.

## Descendencia
- Giovanni Borgia, o Juan Borgia, llamado el «infante romano», posible hijo de Lucrecia; y, a su vez, supuesto hijo ilegítimo de César Borgia, después de Alejandro VI y finalmente, según Perotto, suyo de su relación con Lucrecia.

Con Alfonso de Aragón:
- Rodrigo Borgia de Aragón, (noviembre de 1499–agosto de 1512)

Con Alfonso d'Este:
- Hércules II de Este, duque de Ferrara (c abril de 1508–octubre de 1559); padre de Ana de Este, casada con el duque Francisco de Guisa
- Hipólito II d'Este (c. agosto de 1509–diciembre de 1572). Arzobispo de Milán y más tarde cardenal
- Alejandro d'Este (1514–1516).
- Leonor d'Este (julio de 1515–julio de 1575)
- Francisco d'Este, marqués de Massalombarda (noviembre de 1516–febrero de 1578)
- Isabel d'Este (nacida y muerta en junio de 1519). Las complicaciones posteriores al parto fueron las causantes de la muerte de Lucrecia

## Ascendencia
|  |                                                              |  |  |  |  |  |  |  |  |  |  |  |  |  |  |  |
|  | 16. Rodrigo de Borja                                         |  |  |  |  |  |  |  |  |  |  |  |  |  |  |  |
|  |                                                              |  |  |  |  |  |  |  |  |  |  |  |  |  |  |  |
|  |                                                              |  |  |  |  |  |  |  |  |  |  |  |  |  |  |  |
|  | 8. Rodrigo Gil de Borja i Anglesola                          |  |  |  |  |  |  |  |  |  |  |  |  |  |  |  |
|  |                                                              |  |  |  |  |  |  |  |  |  |  |  |  |  |  |  |
|  |                                                              |  |  |  |  |  |  |  |  |  |  |  |  |  |  |  |
|  | 17. Sabina Anglesola                                         |  |  |  |  |  |  |  |  |  |  |  |  |  |  |  |
|  |                                                              |  |  |  |  |  |  |  |  |  |  |  |  |  |  |  |
|  |                                                              |  |  |  |  |  |  |  |  |  |  |  |  |  |  |  |
|  | 4. Jofré de Borja i Escrivà                                  |  |  |  |  |  |  |  |  |  |  |  |  |  |  |  |
|  |                                                              |  |  |  |  |  |  |  |  |  |  |  |  |  |  |  |
|  |                                                              |  |  |  |  |  |  |  |  |  |  |  |  |  |  |  |
|  | 18. Andreu Guillem de Escrivà i Pallarès, señor de Agres     |  |  |  |  |  |  |  |  |  |  |  |  |  |  |  |
|  |                                                              |  |  |  |  |  |  |  |  |  |  |  |  |  |  |  |
|  |                                                              |  |  |  |  |  |  |  |  |  |  |  |  |  |  |  |
|  | 9. Sibilia de Escrivà i Pròixita                             |  |  |  |  |  |  |  |  |  |  |  |  |  |  |  |
|  |                                                              |  |  |  |  |  |  |  |  |  |  |  |  |  |  |  |
|  |                                                              |  |  |  |  |  |  |  |  |  |  |  |  |  |  |  |
|  | 19. Sibília de Pròixita                                      |  |  |  |  |  |  |  |  |  |  |  |  |  |  |  |
|  |                                                              |  |  |  |  |  |  |  |  |  |  |  |  |  |  |  |
|  |                                                              |  |  |  |  |  |  |  |  |  |  |  |  |  |  |  |
|  | 2. Alejandro VI                                              |  |  |  |  |  |  |  |  |  |  |  |  |  |  |  |
|  |                                                              |  |  |  |  |  |  |  |  |  |  |  |  |  |  |  |
|  |                                                              |  |  |  |  |  |  |  |  |  |  |  |  |  |  |  |
|  | 20. Domingo I de Borja                                       |  |  |  |  |  |  |  |  |  |  |  |  |  |  |  |
|  |                                                              |  |  |  |  |  |  |  |  |  |  |  |  |  |  |  |
|  |                                                              |  |  |  |  |  |  |  |  |  |  |  |  |  |  |  |
|  | 10. Juan Domingo de Borja i Doncel, señor de Torre de Canals |  |  |  |  |  |  |  |  |  |  |  |  |  |  |  |
|  |                                                              |  |  |  |  |  |  |  |  |  |  |  |  |  |  |  |
|  |                                                              |  |  |  |  |  |  |  |  |  |  |  |  |  |  |  |
|  | 21. Caterina Doncel                                          |  |  |  |  |  |  |  |  |  |  |  |  |  |  |  |
|  |                                                              |  |  |  |  |  |  |  |  |  |  |  |  |  |  |  |
|  |                                                              |  |  |  |  |  |  |  |  |  |  |  |  |  |  |  |
|  | 5. Isabel de Borja i Llançol                                 |  |  |  |  |  |  |  |  |  |  |  |  |  |  |  |
|  |                                                              |  |  |  |  |  |  |  |  |  |  |  |  |  |  |  |
|  |                                                              |  |  |  |  |  |  |  |  |  |  |  |  |  |  |  |
|  | 11. Francina Llançol                                         |  |  |  |  |  |  |  |  |  |  |  |  |  |  |  |
|  |                                                              |  |  |  |  |  |  |  |  |  |  |  |  |  |  |  |
|  |                                                              |  |  |  |  |  |  |  |  |  |  |  |  |  |  |  |
|  | 1. Lucrecia Borgia                                           |  |  |  |  |  |  |  |  |  |  |  |  |  |  |  |
|  |                                                              |  |  |  |  |  |  |  |  |  |  |  |  |  |  |  |
|  |                                                              |  |  |  |  |  |  |  |  |  |  |  |  |  |  |  |
|  | 6. Jacopo Pinctoris                                          |  |  |  |  |  |  |  |  |  |  |  |  |  |  |  |
|  |                                                              |  |  |  |  |  |  |  |  |  |  |  |  |  |  |  |
|  |                                                              |  |  |  |  |  |  |  |  |  |  |  |  |  |  |  |
|  | 3. Vannozza Cattanei                                         |  |  |  |  |  |  |  |  |  |  |  |  |  |  |  |
|  |                                                              |  |  |  |  |  |  |  |  |  |  |  |  |  |  |  |
|  |                                                              |  |  |  |  |  |  |  |  |  |  |  |  |  |  |  |
|  | 7. Mencia N                                                  |  |  |  |  |  |  |  |  |  |  |  |  |  |  |  |
|  |                                                              |  |  |  |  |  |  |  |  |  |  |  |  |  |  |  |
|  |                                                              |  |  |  |  |  |  |  |  |  |  |  |  |  |  |  |

## Leyendas y rumores

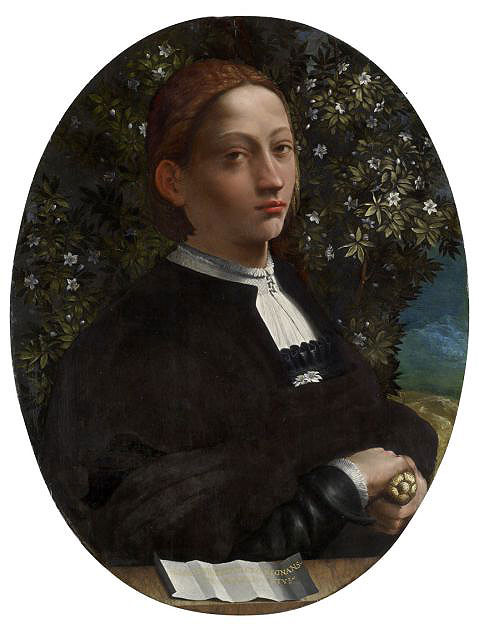
Retrato de Dosso Dossi que algunos especialistas aseguran representa a Lucrecia Borgia en su niñez.

- Se decía que tenía un anillo hueco que contenía veneno, que utilizaba para envenenar las bebidas.
- Relaciones incestuosas tanto con su hermano (César) como con su padre (Rodrigo Borgia, después Alejandro VI), refundidas por otros en relaciones simultáneas con ambos.

## En la ficción

### Literatura
Una vida tan llena de rumores en un escenario renacentista es un tema interesante para la literatura. No obstante, el tema del incesto, arduo y mal visto, no siempre ha estado a favor de dichos escritos. Entre los más importantes destaca:
- Lucrecia Borgia de Víctor Hugo, levemente basada en su vida o más bien en su mito. Tragedia que usó Felice Romani para hacer el libreto de la ópera de Donizetti, Lucrezia Borgia en 1834, estrenada en Milán en diciembre de ese año. Estrenada en París en 1840, sirvió para que se le prohibiera a Víctor Hugo realizar más producciones. Por dicho motivo, el libreto se reescribió como La Rinegata y los protagonistas italianos pasaron a ser turcos, de modo que la función pudo continuar.
- Los Borgia (1839) de Alejandro Dumas, una de sus novelas históricas que forman parte de su obra Crímenes célebres.
- La Madonna de las siete colinas y Luz sobre Lucrecia, de Jean Plaidy son novelas históricas.
- Borja Papa. En esta rigurosa novela de Joan Francesc Mira sobre el papa Borja también se da cuenta de la vida de Lucrecia Borgia.
- Los Borgia, detallada y ágil crónica histórica y biográfica, escrita por Ivan Cloulas (original francés Les Borgia, Lib. Fayard, 1987; traducción española de Floreal Mazía, Los Borgia: fama e infamia en el Renacimiento, Eds. Zeta 2008). Se basa en buena medida en las crónicas de Johannes Burckard, maestro de ceremonias de la corte papal de fines del siglo XV y comienzos del XVI.
- Yo, Lucrecia Borgia, novela de Carmen Barberá en la que se pinta a una Lucrecia víctima de las manipulaciones de su familia (1989 Ed. Planeta, S.A. Memoria de la historia, 12: 208 págs. 1997 Ed. Planeta DeAgostini, Memoria de la historia, 2: 200 págs.).
- Los Borgia (2001), de Mario Puzo. Esta novela retrata el carácter lógico de sus acciones, su personalidad dual y el nacimiento de los mitos.
- Borgia, novela gráfica escrita por Alejandro Jodorowsky e ilustrada por Milo Manara, consta de 4 tomos: Sangre para el papa, El poder del incesto, El veneno y la hoguera y Todo es vanidad.
- Lucrecia Borgia: ángel o demonio (España, 2004), escrito por Geneviève Chastenet. Es una biografía documentada que demuestra la falsedad de las infamias (de crímenes e incesto) que contra ella tejieron los enemigos de los Borgia. Muestra a Lucrecia como una mujer culta, amante de las artes y las letras, de alta espiritualidad, y, en cierto modo, víctima de las intrigas políticas de su padre (el papa Alejandro VI) y su hermano César Borgia.
- Lucrecia Borgia: La mujer que sobrevivió a la infamia (2003), de John Faunce. Novela histórica narrada en primera persona.
- Lucrecia Borgia: La hija del Papa (2005), de Geneviève Chauvel. Novela biográfica que muestra a Lucrecia Borgia como una joven inocente, víctima de las manipulaciones de su padre y su hermano César.
- En el nombre del poder (2023), de Juanjo Braulio. Novela histórica sobre la ascensión al papado de Rodrigo Borgia como Alejandro VI y su caída. También incluye a sus hijos y relata la historia de Lucrecia.
- Cantarella: Poison Of Blue, manga escrito por Whiteflame e ilustrado por Ichika. El manga se centra principalmente en la relación incestuosa entre Lucrecia y su hermano Cesar, siendo representados por personajes de la franquicia Vocaloid.

### Música
- Lucrezia Borgia, ópera de Gaetano Donizetti, con libreto de Felice Romani según el drama homónimo de Victor Hugo. Estrenada en La Scala de Milán el 26 de diciembre de 1833.

### Videojuegos
Lucrecia Borgia apareció en los videojuegos de Ubisoft Assassin's Creed: Brotherhood (2009), Assassin's Creed: Project Legacy, y en la novela Assassin's Creed: Revelaciones. Su actriz de doblaje fue Liane Balaban.

### Series de televisión
| Año         | Serie de televisión          | Intérprete          | Director                                         |
| ----------- | ---------------------------- | ------------------- | ------------------------------------------------ |
| 2012        | Horrible Histories Tv Series | Martha Howe-Douglas | Dominic Brigstocke, Steve Connelly, Chloe Thomas |
| 2011 - 2013 | The Borgias                  | Holliday Grainger   | Neil Jordan                                      |
| 2011 - 2014 | Borgia                       | Isolda Dychauk      | Oliver Hirschbiegel                              |
| 2002        | Witchblade (episodio 2x12)   | Kate Levering       | Ralph Hemecker                                   |

### Películas
| Año  | Película         | Director          | Intérprete     |
| ---- | ---------------- | ----------------- | -------------- |
| 2006 | Los Borgia       | Antonio Hernández | María Valverde |
| 1966 | L' uomo che ride | Sergio Corbucci   | Lisa Gastoni   |
| 1963 | El Duque Negro   | Pino Mercanti     | Gloria Osuna   |
| 1922 | Lucrezia Borgia  | Richard Oswald    | Liane Haid     |

Martine Carol interpretó a Lucrecia Borgia en la película Lucrecia Borgia (1953), protagonizada además también por su esposo Christian-Jacque. Paulette Goddard encarnó a Lucrecia Borgia en La máscara de los Borgia (1949), película protagonizada también por el actor Mitchell Leisen y John Lund.
En 1947 Olinda Bozán protagonizó junto a Dringue Farías, Gogó Andreu, Marcos Zucker y Héctor Quintilla la película Lucrecia Borgia, dirigida por Luis Bayón Herrera, donde parodia a una cantante de ópera exagerando el sonido agudo de las sopranos.

### Documentales
| Año  | Documental                        | Director     | Intérprete |
| ---- | --------------------------------- | ------------ | ---------- |
| 2011 | The true Story of Lucrezia Borgia | Joseph Smith | Rose Swann |